# National League (campionato inglese)
La National League (conosciuta anche per ragioni di sponsorizzazione come The Vanarama League) è il campionato di calcio inglese di quinta serie; è posto ai vertici del cosiddetto sistema "non-league", cioè al di sotto della English Football League, che rappresenta con la Premier League le quattro maggiori divisioni. Vi partecipano sia squadre professionistiche, che semi-professionistiche.

## Storia
La lega, originariamente nota come Alliance Premier League, è stata fondata nel 1979 dalle migliori squadre della Northern Premier League e della Southern League, che hanno dato vita ad unico campionato di quinta serie. Fino al 1986 non erano previste promozioni (la vincitrice era ammessa al processo di elezione in Football League insieme alle ultime quattro classificate della Fourth Division). 
Solo a partire dalla stagione 1986–87, quando il campionato ha assunto la denominazione di Conference League, una promozione è diventata automatica e la prima squadra a conquistarla è stata lo Scarborough. Dalla stagione 2002–03 le promozioni alla Football League sono aumentate da una a due.
Nel 2004 la Conference League ha poi assunto la struttura attuale su due livelli: con 22 partecipanti nel primo e 44, suddivisi in due gironi, nel secondo. Dal 2006 la divisione superiore è passata a 24 iscritti. Mentre dal 2015, è stata ribattezzata con il nome attuale.

## Regolamento
La 1ª classificata e la vincitrice dei play off, a cui partecipano le squadre giunte dal 2º al 7º posto, vengono promosse in Football League Two, mentre le ultime quattro retrocedono nei rispettivi gironi di National League North e National League South.

## Squadre partecipanti 2024-2025
| Squadra              | Città                | Stadio                          | Capienza |
| -------------------- | -------------------- | ------------------------------- | -------- |
| Aldershot Town       | Aldershot            | Recreation Ground               | 7 200    |
| Altrincham           | Altrincham           | Moss Lane                       | 7 700    |
| Barnet               | Londra (High Barnet) | The Hive Stadium                | 6 418    |
| Boston United        | Boston               | York Street                     | 6 643    |
| Braintree Town       | Braintree, Essex     | Cressing Road                   | 4 145    |
| Dagenham & Redbridge | Londra (Dagenham)    | Victoria Road                   | 6 078    |
| Eastleigh            | Eastleigh            | Ten Acres                       | 5 250    |
| Ebbsfleet United     | Northfleet           | Stonebridge Road                | 4 800    |
| Forest Green Rovers  | Nailsworth           | The New Lawn                    | 5 032    |
| Fylde                | Wesham               | Mill Farm Sports Village        | 6 000    |
| Gateshead            | Gateshead            | Gateshead International Stadium | 11 800   |
| Halifax Town         | Halifax              | The Shay                        | 14 061   |
| Hartlepool United    | Hartlepool           | Victoria Park                   | 7 856    |
| Maidenhead United    | Maidenhead           | York Road                       | 4 000    |
| Oldham Athletic      | Oldham               | Boundary Park                   | 13 513   |
| Rochdale             | Rochdale             | Spotland Stadium                | 10 249   |
| Solihull Moors       | Solihull             | Damson Park                     | 3 050    |
| Southend United      | Southend-on-Sea      | Roots Hall                      | 12 392   |
| Sutton United        | Londra (Sutton)      | Gander Green Lane               | 7 032    |
| Tamworth             | Tamworth             | The Lamb Ground                 | 4 195    |
| Wealdstone           | Londra (Ruislip)     | Grosvenor Vale                  | 4 085    |
| Woking               | Woking               | Kingfield Stadium               | 6 036    |
| Yeovil Town          | Yeovil               | Huish Park                      | 9 665    |
| York City            | York                 | York Community Stadium          | 8 500    |

## Albo d'oro
| Stagione | Campione           |
| -------- | ------------------ |
| 1979–80  | Altrincham         |
| 1980–81  | Altrincham         |
| 1981–82  | Runcorn            |
| 1982–83  | Enfield            |
| 1983–84  | Maidstone Utd      |
| 1984–85  | Wealdstone         |
| 1985–86  | Enfield            |
| 1986–87  | Scarborough        |
| 1987–88  | Lincoln City       |
| 1988–89  | Maidstone Utd      |
| 1989–90  | Darlington         |
| 1990–91  | Barnet             |
| 1991–92  | Colchester Utd     |
| 1992–93  | Wycombe            |
| 1993–94  | Kidderminster      |
| 1994–95  | Macclesfield Town  |
| 1995–96  | Stevenage          |
| 1996–97  | Macclesfield Town  |
| 1997–98  | Halifax Town       |
| 1998–99  | Cheltenham Town    |
| 1999–00  | Kidderminster      |
| 2000–01  | Rushden & Diamonds |
| 2001–02  | Boston Utd         |

| Stagione | Campione           | Vincitore play off |
| -------- | ------------------ | ------------------ |
| 2002–03  | Yeovil Town        | Doncaster          |
| 2003–04  | Chester City       | Shrewsbury Town    |
| 2004–05  | Barnet             | Carlisle Utd       |
| 2005–06  | Accrington Stanley | Hereford Utd       |
| 2006–07  | Dag & Red          | Morecambe          |
| 2007–08  | Aldershot Town     | Exeter City        |
| 2008–09  | Burton Albion      | Torquay Utd        |
| 2009–10  | Stevenage          | Oxford Utd         |
| 2010–11  | Crawley Town       | AFC Wimbledon      |
| 2011–12  | Fleetwood Town     | York City          |
| 2012–13  | Mansfield Town     | Newport County     |
| 2013–14  | Luton Town         | Cambridge Utd      |
| 2014–15  | Barnet             | Bristol Rovers     |
| 2015–16  | Cheltenham Town    | Grimsby Town       |
| 2016–17  | Lincoln City       | Forest Green       |
| 2017-18  | Macclesfield Town  | Tranmere           |
| 2018-19  | Leyton Orient      | Salford City       |
| 2019-20  | Barrow             | Harrogate Town     |
| 2020-21  | Sutton Utd         | Hartlepool Utd     |
| 2021-22  | Stockport County   | Grimsby Town       |
| 2022-23  | Wrexham            | Notts County       |
| 2023-24  | Chesterfield       | Bromley            |
| 2024-25  | Barnet             | Oldham Athletic    |

### Vittorie per squadre
| Squadra                | Vittorie | Stagioni                           |
| ---------------------- | -------- | ---------------------------------- |
| Barnet                 | 4        | 1990–91, 2004–05, 2014–15, 2024–25 |
| Macclesfield Town      | 3        | 1994–95, 1996–97, 2017-18          |
| Altrincham             | 2        | 1979–80, 1980–81                   |
| Cheltenham Town        | 2        | 1998–99, 2015–16                   |
| Enfield                | 2        | 1982–83, 1985–86                   |
| Kidderminster Harriers | 2        | 1993–94, 1999–00                   |
| Lincoln City           | 2        | 1987–88, 2016–17                   |
| Maidstone Utd          | 2        | 1983–84, 1988–89                   |
| Stevenage Borough      | 2        | 1995–96, 2009–10                   |
| Accrington Stanley     | 1        | 2005–06                            |
| Aldershot Town         | 1        | 2007–08                            |
| Barrow                 | 1        | 2019-20                            |
| Boston United          | 1        | 2001–02                            |
| Burton Albion          | 1        | 2008–09                            |
| Chester City           | 1        | 2003–04                            |
| Chesterfield           | 1        | 2023–24                            |
| Colchester United      | 1        | 1991–92                            |
| Crawley Town           | 1        | 2010–11                            |
| Dagenham & Redbridge   | 1        | 2006–07                            |
| Darlington             | 1        | 1989–90                            |
| Fleetwood Town         | 1        | 2011–12                            |
| Halifax Town           | 1        | 1997–98                            |
| Leyton Orient          | 1        | 2018-19                            |
| Luton Town             | 1        | 2013–14                            |
| Mansfield Town         | 1        | 2012–13                            |
| Runcorn                | 1        | 1981–82                            |
| Rushden & Diamonds     | 1        | 2000–01                            |
| Scarborough            | 1        | 1986–87                            |
| Stockport County       | 1        | 2021-22                            |
| Sutton United          | 1        | 2020-21                            |
| Wealdstone             | 1        | 1984–85                            |
| Wrexham                | 1        | 2022-23                            |
| Wycombe Wanderers      | 1        | 1992–93                            |
| Yeovil Town            | 1        | 2002–03                            |

## Partecipazioni
Sono 97 le squadre ad aver partecipato ai 22 campionati di National League dopo la riforma della lega nel 2004–05 (in grassetto i club partecipanti all'edizione 2025-26):
- 18 volte:  Woking
- 17 volte:  Aldershot Town,  Halifax Town
- 15 volte:  Forest Green,  Wrexham
- 14 volte:  Altrincham,  Gateshead
- 13 volte:  Ebbsfleet Utd[2],  York City
- 12 volte:  Dag & Red,  Eastleigh,  Kidderminster
- 10 volte:  Barnet,  Barrow,  Boreham Wood,  Solihull Moors,  Tamworth,  Torquay Utd
- 9 volte:   Braintree Town,  Bromley,  Cambridge Utd,  Southport
- 8 volte:  Dover Athletic,  Maidenhead Utd
- 7 volte:  Crawley Town,  Grimsby Town,  Hartlepool Utd,  Sutton Utd
- 6 volte:  Chesterfield,  Lincoln City,  Macclesfield Town,  Salisbury City,  Stevenage[3],  Stockport County,  Wealdstone,  Yeovil Town
- 5 volte:  Burton Albion,  Chester,  Fylde,  Grays Athletic,  Luton Town,  Mansfield Town,  Rushden & Diamonds,  Southend Utd,  Weymouth
- 4 volte:   Alfreton Town,  Exeter City,  Hereford,  Histon,  Kettering Town,  Maidstone Utd,  Morecambe,  Northwich Victoria,  Notts County,  Oxford Utd
- 3 volte:  Dartford,  Eastbourne Borough,  Guiseley,  Hayes & Yeading Utd,  Newport County,  Nuneaton Town,  Oldham Athletic,  Rochdale,  Telford Utd,  Tranmere,  Welling Utd
- 2 volte:  Accrington Stanley,  AFC Wimbledon,  Bath City,  Boston Utd,  Canvey Island,  Carlisle Utd,  Darlington,  Dorking Wanderers,  Fleetwood Town,  Harrogate Town,  Hyde,  King's Lynn Town,  Leyton Orient,  Scarborough,  Scunthorpe Utd,  Stafford Rangers
- 1 volta:  Brackley Town,  Bristol Rovers,  Cheltenham Town,  Chorley,  Droylsden,  Farnborough,  Farsley Celtic,  Havant & Waterlooville,  Leigh,  Lewes,  North Ferriby Utd,  Oxford City,  St Albans City,  Salford City,  Truro City